# Крінтешть
Крінтешть, Крінтешті (рум. Crintești) — село у повіті Арджеш в Румунії. Адміністративно підпорядковане місту Тополовень.
Село розташоване на відстані 91 км на північний захід від Бухареста, 17 км на схід від Пітешть, 117 км на північний схід від Крайови, 97 км на південний захід від Брашова.

## Населення
За даними перепису населення 2002 року у селі проживала 471 особа, усі — румуни. Усі жителі села рідною мовою назвали румунську.